# Argyrozona argyrozona
Argyrozona argyrozona är en fiskart som först beskrevs av Valenciennes, 1830.  Argyrozona argyrozona ingår i släktet Argyrozona och familjen havsrudefiskar. Inga underarter finns listade i Catalogue of Life.

## Bildgalleri

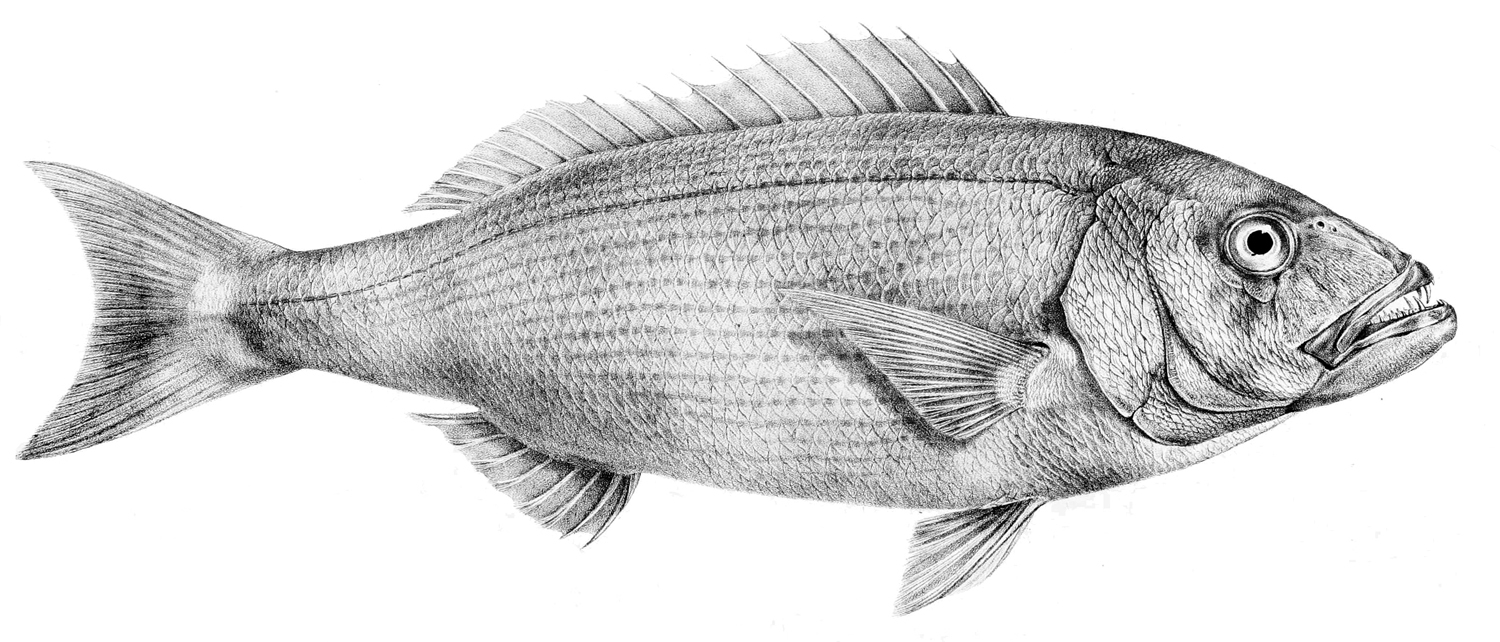